# Mikul-Haradok
Mikul-Haradok (biał. Мікуль-Гарадок; ros. Микуль-Городок, Mikul-Gorodok; pol. hist. Mikul-Horodok, Swacha) – wieś na Białorusi, w obwodzie homelskim, w rejonie oktiabrskim, w sielsowiecie Lubań, nad Tremlą.

## Historia
W XIX i w początkach XX w. folwark położony w Rosji, w guberni mińskiej, w powiecie bobrujskim. Opisywany był wówczas jako miejscowość odludna.
Po I wojnie światowej pod administracją polską, w Zarządzie Cywilnym Ziem Wschodnich, w okręgu mińskim, w powiecie bobrujskim. W wyniku postanowień traktatu ryskiego znalazł się w granicach Związku Sowieckiego. Od 1991 w niepodległej Białorusi.